# Robert Abban
Robert Augustus Abban (* 29. března 1989) známý jako Rob Photography je ghanský fotograf a kameraman.

## Raný život a vzdělání
Narodil se v Saltpondu v centrální oblasti Jižní Ghany. Své rané vzdělání začal na anglikánské škole SS Peter and Paul, Mfantsiman Basic DA School a na střední škole v National Vocational and Technical Institute, Biriwa, Cape Coast. Získal diplom z mediálních studií na Zepto Professional Training Institute, Accra.

## Kariéra
Robert začal jako teenager fotografovat blízkou rodinu a sbírat momentky ze svého každodenního života. Na ghanskou kreativní scénu vstoupil především jako fotograf akcí. Robertova fotografická kariéra zahrnovala fotografování rozmanitého seznamu ghanských celebrit, včetně Sarkodie, Stonebwoy, Shatta Wale, Kuami Eugene.
Autorovy práce byly mimo jiné uvedeny na Ghana Music Awards UK, Ghana Music Awards USA, 3Music Awards.

## Ocenění a uznání
- 2019, vítěz Best Event Photographer – Ghana Events Awards[9][10]
- 2020, Fotograf roku, nominace – Ghana National Communications Awards[11]
- 2021, 50 nejvlivnějších mladých Ghaňanů, nominace, Avance Media[12][13]
- 2022, Nejlepší fotograf, nominace – Ghana Entertainment Awards, USA[14][15]
- 2022, Best Event Photographer, vítěz – Ghana Style Awards[16]